# George W. Norris
George William Norris, född 11 juli 1861 i Sandusky County, Ohio, död 2 september 1944 i McCook, Nebraska, var en amerikansk politiker. Han representerade delstaten Nebraska i båda kamrarna av USA:s kongress, först i representanthuset 1903–1913 och sedan i senaten 1913–1943. Han var först republikan och från och med 1936 obunden.
Norris studerade juridik i Indiana och inledde 1883 sin karriär som advokat. Han flyttade 1885 till Nebraska. Han arbetade som åklagare och sedan som domare 1895–1902.
Norris efterträdde 1903 Ashton C. Shallenberger som kongressledamot. Han efterträdde sedan 1913 Norris Brown i senaten. Norris omvaldes 1918, 1924, 1930 och 1936, den sista gången som obunden. Han efterträddes 1943 som senator av Kenneth S. Wherry.
Norris var metodist och frimurare. Han gravsattes på Memorial Park Cemetery i McCook.